# Dominic Artis
Dominic Artis (Oakland, 7 luglio 1993) è un cestista statunitense naturalizzato kosovaro, professionista in Europa.

## Palmarès
- Coppa di Bosnia ed Erzegovina: 1

Igokea: 2018